# Jan Purwiński
Jan Purwiński (ur. 19 listopada 1934 we wsi Doļnaja k. Iłukszty, zm. 6 kwietnia 2021 w Żytomierzu) – łotewski duchowny katolicki narodowości polskiej.

## Życiorys
Pochodził z rodziny łotewskich Polaków. W 1956 wstąpił do Wyższego Seminarium Duchownego Metropolii Ryskiej. W 1961 przyjął święcenia kapłańskie. Ze względu na polskie pochodzenie, 23 kwietnia 1977 został mianowany proboszczem w parafiach w Indrce i Krasławiu, które w większości zamieszkiwali Polacy. 30 lipca 1977 ogłoszono go administratorem parafii św. Zofii w Żytomierzu. 16 stycznia 1991 Jan Paweł II wyniósł go do godności biskupa kijowsko-żytomierskiego, sakrę biskupią otrzymał 4 marca 1991 w Żytomierzu.
Obejmując diecezję rozpoczął bezskuteczne starania o zwrot budynku Kurii Biskupiej. Nieruchomość, w której po dziś dzień mieści się Muzeum Krajoznawcze wciąż pozostaje we władaniu władz ukraińskich. Przyczynił się do odnowienia sieci parafii i utworzenia Wyższego Seminarium Duchownego w Worzelu koło Kijowa. Chętnie wspierał inicjatywy miejscowej społeczności Polaków.
6 grudnia 2019 otrzymał tytuł honorowego obywatelstwa Żytomierza. W 2020  Instytut Pamięci Narodowej uhonorował go nagrodą „Semper Fidelis”.
15 czerwca 2011 Benedykt XVI przyjął jego rezygnację z urzędu, złożoną ze względu na osiągnięcie wieku kanonicznego. Jego następcą został abp Petro Herkulan Malczuk. W 2020 r. otrzymał od Instytutu Pamięci Narodowej nagrodę „Semper Fidelis”.
Zmarł na COVID-19 6 kwietnia 2021 w Żytomierzu.

## Odznaczenia
- Krzyż Komandorski z Gwiazdą Orderu Zasługi Rzeczypospolitej Polskiej (2016)[8][9][10]
- Order „Zasłużony dla Kultury Polskiej” (lipiec 2006).